# Mořic Pálffy
Mořic hrabě Pálffy z Erdődu (maďarsky Erdődi gróf Pálffy Móric, německy Moritz Graf Pálffy von Erdöd, slovenským pravopisem Pálfi, 12. července 1812, Červený Kameň – 14. září 1897, Kaltenleutgeben) byl uherský šlechtic, rakouský generál a politik. Od mládí sloužil v armádě, v době revoluce v Uhrách v letech 1848–1849 proslul jako nekompromisní stoupenec Habsburků. Ve vojsku nakonec dosáhl hodnosti polního podmaršála (1859) a v letech 1861–1865 byl místodržitelem v Uherském království. Aktivní kariéru zakončil jako zemský velitel na Moravě (1865–1867).

## Životopis

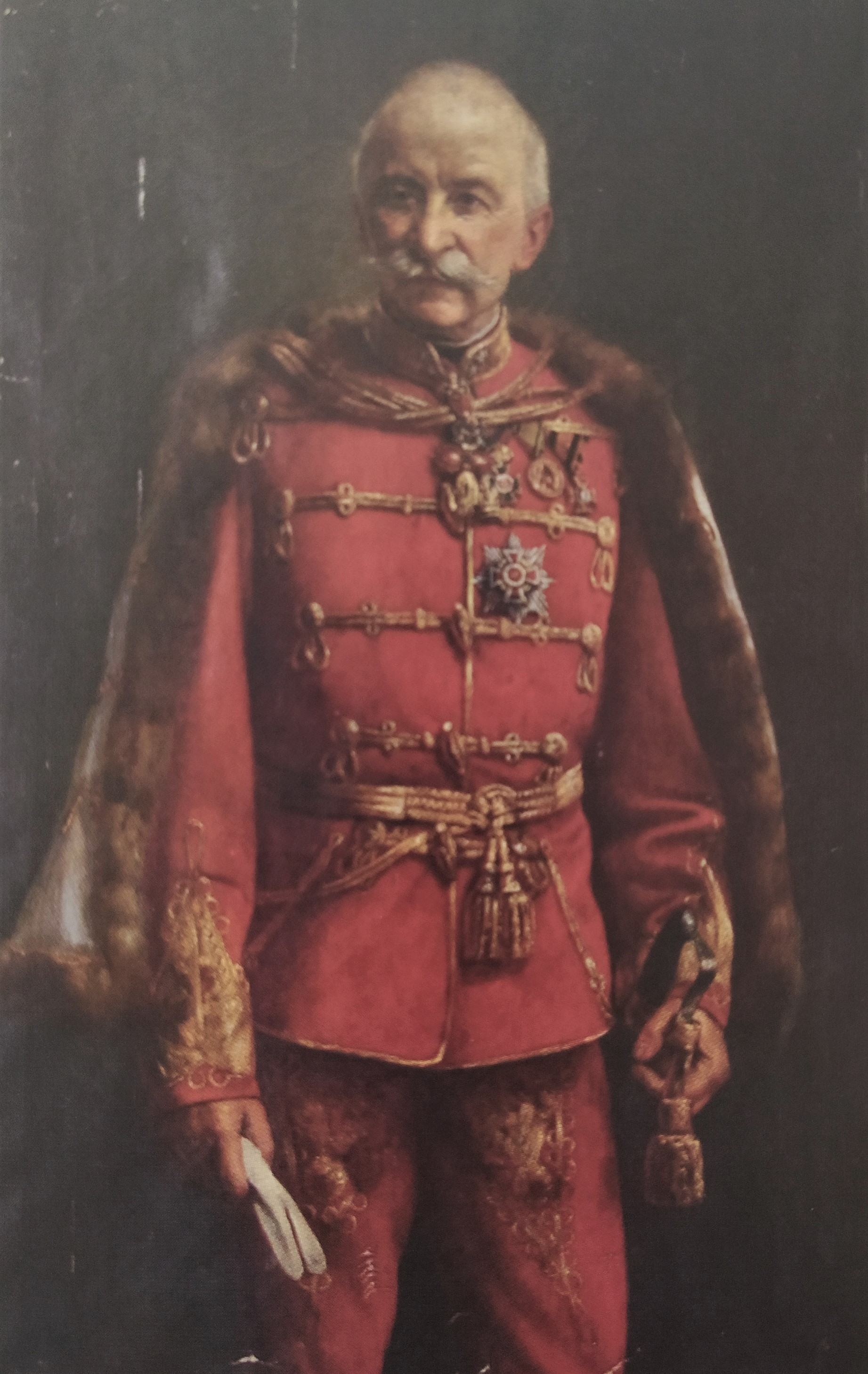
Portrét z roku 1890 (sbírky muzea na hradě Červený Kameň)

Pocházel ze starého šlechtického rodu Pálffyů, patřil k linii sídlící na hradě Červený Kameň (maďarsky Vörösko, německy Biebersberg), zde se také narodil a při křtu obdržel jména Maria Mauritius Carolus Ernestus Fidelis Henricus. Byl druhorozeným synem hraběte Františka VI. Pálffyho (1785–1841) a jeho manželky Marie Josefy, rozené hraběnky Erdödyové (1788–1813). Od mládí sloužil v armádě, kterou dočasně opustil v roce 1847 v hodnosti kapitána, mezitím byl v roce 1843 jmenován c. k. komořím. V letech 1847–1848 vedl správu prešpurské župy, kde zároveň Pálffyové užívali dědičný titul vrchního župana. Do vojska vstoupil znovu v revolučním roce 1848 a prosadil se jako rozhodný stoupenec Habsburků proti maďarským povstalcům. Bojoval nejprve pod velením maršála Windischgrätze, poté byl pobočníkem generála Haynaua. V roce 1849 dosáhl hodnosti plukovníka a stal se velitelem 1. husarského pluku.

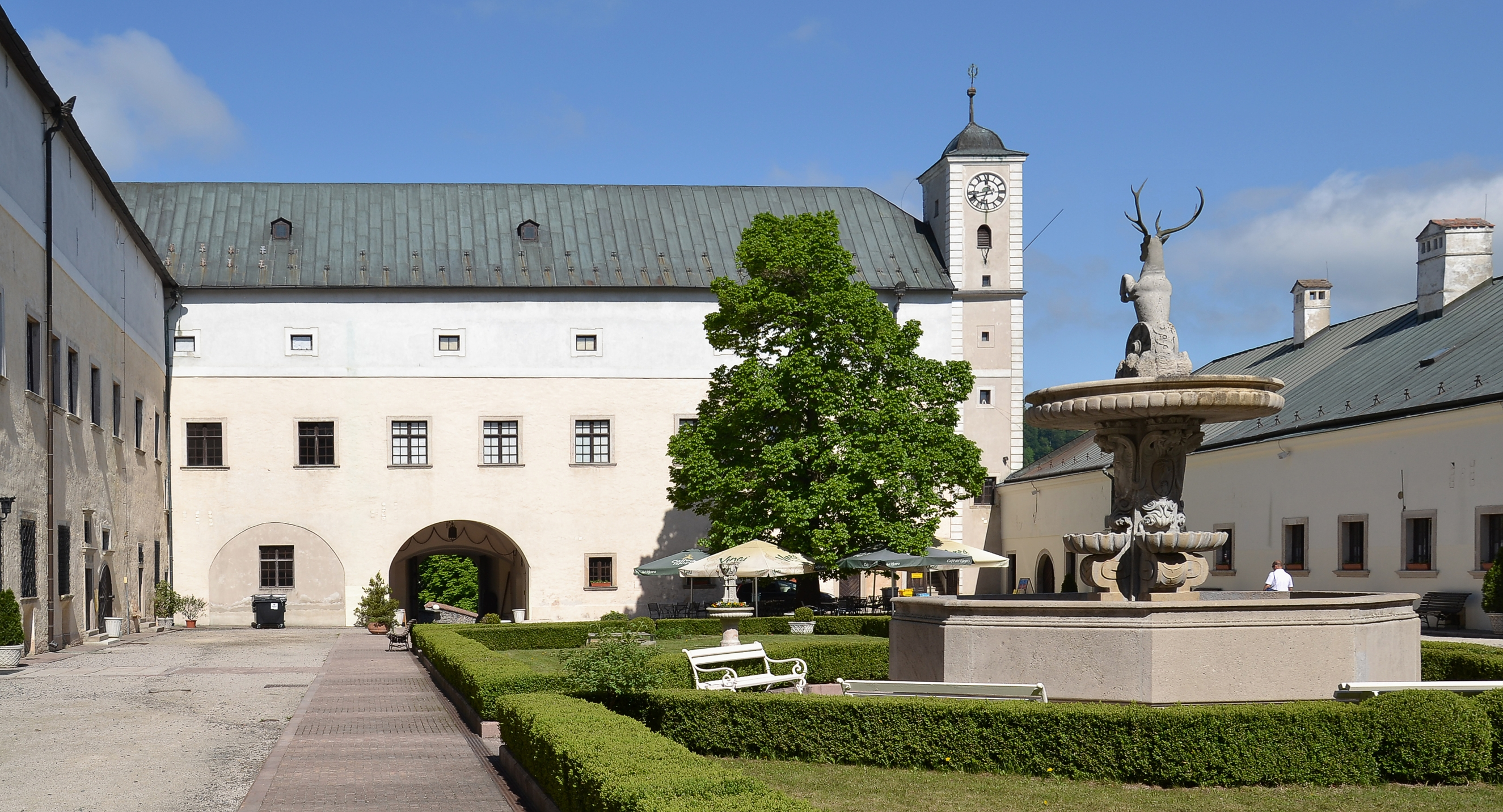
Hrad Červený Kameň

V roce 1855 byl povýšen do hodnosti generálmajora, v této době působil postupně u několika posádek v Haliči. V roce 1858 se stal velitelem 3. armádního sboru a v roce 1859 byl povýšen do hodnosti polního podmaršála. V letech 1859–1861 byl velícím generálem v Záhřebu. Vrcholem jeho kariéry byla funkce místodržitele Uherského království, kterou zastával od listopadu 1861 do července 1865. V tomto úřadu mimo jiné povolil v roce 1862 založení Matice slovenské. V roce 1861 byl zároveň jmenován c. k. tajným radou. V závěru aktivní kariéry byl zemským velitelem pro Moravu a Slezsko se sídlem v Brně (1865–1867). V roce 1867 odešel do výslužby.
Za zásluhy byl nositelem Řádu sv. Štěpána (1852), velkokříže Leopoldova řádu (1865) a Řádu železné koruny (1859), nakonec obdržel Řád zlatého rouna (1889). Byl též dědičným členem uherské Sněmovny magnátů.
Zemřel v Kaltenleutgebenu v Dolním Rakousku ve věku 85 let, pohřben byl v rodové hrobce ve Smolenicích.

## Majetek a rodina
Zatímco na velkostatku Červený Kameň vládly složité majetkové poměry s podílnictvím několika osob z různých rodových linií, Mořicovým osobním majetkem byl velkostatek Smolenice, kde své majetkové nároky obhájil v soudním sporu v roce 1865. Koncem osmdesátých let 19. století přistoupil k prvním stavebním úpravám zámku, romantickou přestavbu dokončil až později syn Jan Nepomuk.
V roce 1850 se oženil s hraběnkou Marií Paulinou Wilczkovou (1829–1894), dcerou c. k. komořího hraběte Stanislava Wilczka (1792–1847), která se později stala c. k. palácovou dámou a dámou Řádu hvězdového kříže. Z jejich manželství se narodilo sedm dětí. Vzhledem k prohabsburské orientaci se v rodině mluvilo převážně německy, Mořic ale dbal na to, aby jeho děti a později vnoučata dobře ovládaly maďarštinu.
- 1. Marie Josefa Gabriela (17. března 1852, Łańcut – 23. května 1930, Vídeň)
- 2. Josef Maria (8. září 1853, Łańcut – 22. ledna 1920, Davos), c. k. tajný rada, komoří, dědičný člen uherské Sněmovny magnátů, ⚭ 1895 Marie Lucie hraběnka Wilczková (30. listopadu 1862, Vídeň – 27. listopadu 1958, Kremsmünster), c. k. palácová dáma, dáma Řádu hvězdového kříže
- 3. Gizela Marie (22. září 1854, Červený Kameň – 7. ledna 1947), dáma Řádu hvězdového kříže, ⚭ 1880 Adolf hrabě Dubský z Třebomyslic (6. března 1833, Vídeň – 2. srpna 1911, tamtéž), c. k. tajný rada, komoří, poslanec moravského zemského sněmu a Říšské rady, doživotní člen rakouské Panské sněmovny, plukovník, majitel velkostatků Zdislavice a Hoštice
- 4. Terezie Marie (1856–1936), dvorní dáma korunní princezny Štěpánky
- 5. Jan Nepomuk (19. března 1857, Vídeň – 26. března 1934, Bratislava), c. k. komoří, nadporučík, dědičný člen uherské Sněmovny magnátů, ⚭ 1889 Elisa hraběnka von Schlippenbach (30. září 1872, Štýrský Hradec – 7. srpna 1938, Udine)
- 6. Marie Josefa Paula (1866–1938), c. k. palácová dáma, dáma Řádu hvězdového kříže, ⚭ 1896 Karel hrabě Stubenberg-Nimptsch (1860–1928), c. k. komoří, majitel velkostatků Letohrad a Nové Syrovice
- 7. Mořic Josef Maria (11. února 1869, Smolenice – 18. července 1948, Unternberg, Salcbursko), JUDr., c. k. komoří, poručík, rytíř Maltézského řádu, diplomat, ⚭ 1897 Janina von Suchodolska (20. července 1872, Edirne – 9. července 1958, Eisenkappel-Vellach)

Mořicovým švagrem byl hrabě Jan Nepomuk Wilczek (1837–1922), majitel velkostatků a důlní podnikatel na Ostravsku. Vysoké zisky z těžby uhlí mu umožnily přestavbu hradu Kreuzenstein v Dolním Rakousku. Nákladná adaptace kreuzensteinského hradu v romantizujícím slohu byla inspirací pro rodinu Pálffyů při přestavbě zámku ve Smolenicích. Přes svou manželku byl Mořic Pálffy blízce spřízněn také s rodinou Goëssů, jeho švagrem byl hrabě Jan Antonín Goëss (1816–1887), zemský hejtman v Korutansku.